# 久保利英明
久保利 英明（くぼり ひであき、1944年（昭和19年）8月29日 - ）は、日本の弁護士（第二東京弁護士会）。日比谷パーク法律事務所代表、日本銀行コンプライアンス会議メンバー、一人一票実現国民会議賛同者、ヒューマン・ライツ・ナウ運営顧問。

## 経歴・人物
埼玉県出身で、開成中学校・高等学校を経て、東京大学法学部を卒業する。
司法修習を修了して当時は在籍者4名の森綜合法律事務所に入所し、スモン訴訟や労働事件などの社会的事件を手がける。ほかに「ビジネス弁護士の草分け」として「適法経営（コンプライアンス）」「企業統治（コーポレート・ガバナンス）」などを提唱して大型倒産事件、総会屋対策で活動する。株主総会における一括上程・一括審議方式は「久保利方式」とも俗称され、従来の「しゃんしゃん総会」から総会屋を排除した進行を実践した。
不祥事などの第三者委員会で委員長を多く務め、自身で第三者委員会報告書格付け委員会を立ち上げる。2023年11月16日日本大学フェニックスにおける部内における薬物の蔓延及び大学上層部による隠蔽に関する第三者委員会答申検討会議の議長に就任。
平成10年に中村直人および菊池伸とともに独立して、日比谷パーク法律事務所を開設する。のちに中村が独立して菊池は復帰する。現在は10名の弁護士が知的財産、会社、倒産関係を専門に扱う。
金融庁総務企画局参事（法令等遵守調査室顧問）、知的財産戦略本部コンテンツ・日本ブランド専門調査会会長、特定非営利活動法人エンターテインメント・ロイヤーズ・ネットワーク理事長、弁護士知財ネット理事、日本コーポレートガバナンスフォーラム理事、有限責任中間法人日本取締役協会幹事、特定非営利活動法人全国社外取締役ネットワーク理事、東京商工会議所経済法規委員会副委員長、学校法人東京女学館理事、学校法人開成学園理事、明日の司法を創る会代表世話人を務める。株式会社日本取引所グループ社外取締役、野村ホールディングス株式会社社外取締役、ニッポン放送社外取締役、ソースネクスト株式会社社外監査役など、社外取締役・社外監査役を兼任する。
宮澤節生とともに日本のロースクール制度に肯定的である。
口髭、派手なスーツとネクタイ、ゴルフ焼けなど容姿が特徴的である。教え子の菊間千乃は「総会屋対策をやってらっしゃったから、なめられちゃいけないということで」と理由を語っている。

## 経歴
- 1963年3月 開成高等学校卒業
- 1968年3月 東京大学法学部卒業、卒業後アフリカやインドを放浪。
- 1971年3月 司法修習（23期）修了
- 1971年4月 弁護士登録（第二東京弁護士会）、森綜合法律事務所（現在の森・濱田松本法律事務所）に入所
- 1989-1990年 第二東京弁護士会副会長
- 1997-1998年 日弁連研修委員長
- 1998年4月1日 日比谷パーク法律事務所を開設
- 2001-2002年 第二東京弁護士会会長、日本弁護士連合会副会長
- 2002年 金融庁顧問、金融問題タスクフォースメンバー
- 2004年 大宮法科大学院大学教授
- 2006年 金融庁参与
- 2015年 桐蔭法科大学院教授
- 2021年 桐蔭横浜大学大学院法学研究科客員教授

## テレビ番組
- 日経スペシャル カンブリア宮殿 「あなたの会社を守れ！ ～トップ弁護士が教える株主総会対策～」（2007年5月28日、テレビ東京）- 日比谷パーク法律事務所 代表として出演[7]。

## 書籍

### 著書
- 『著作権ビジネス最前線』（共著者:内田晴康）（1985年12月1日、中央経済社）ISBN 9784481763944
  - 『著作権ビジネス最前線 改訂版』（共著者:内田晴康）（1987年9月10日、中央経済社）ISBN 9784481764941
  - 『著作権ビジネス最前線 3訂版』（共著者:内田晴康）（1990年7月20日、中央経済社）ISBN 9784502700507
  - 『著作権ビジネス最前線 4訂版』（共著者:内田晴康）（1992年7月4日、中央経済社）ISBN 9784502719844
  - 『著作権ビジネス最前線 5訂版』（共著者:内田晴康）（1994年11月30日、中央経済社）ISBN 9784502736346
  - 『著作権ビジネス最前線 6訂版』（共著者:内田晴康）（1997年9月20日、中央経済社）ISBN 9784502756344
  - 『著作権ビジネス最前線 7訂版』（共著者:内田晴康）（1999年6月25日、中央経済社）ISBN 9784502774744
  - 『著作権ビジネス最前線 新版』（共著者:内田晴康 横山経通）（2003年1月15日、中央経済社）ISBN 9784502906404
- 『株主総会を乗り切る法 実例にみる総会の新動向』（1986年4月21日、中央経済社）ISBN 9784481764149
- 『会社主導型株主総会のシナリオ 2時間運営のテクニック』（1987年3月3日、商事法務研究会）ISBN 9784785703806
- 『ケースストーリー株主総会 こんな会社が狙われる』（1987年4月24日、日本経済新聞社）ISBN 9784532087715
- 『会社主導型 株主総会のすべて』（共著者:中西敏和）（1991年2月15日、商事法務研究会）ISBN 9784785705473
  - 『会社主導型 株主総会のすべて』（共著者:中西敏和）（1992年4月11日、商事法務研究会）ISBN 9784785706012
  - 『会社主導型 株主総会のすべて』（共著者:中西敏和）（1995年4月8日、商事法務研究会）ISBN 9784785707040
  - 『会社主導型 株主総会のすべて』（共著者:中西敏和）（1997年5月25日、商事法務研究会）ISBN 9784785707736
- 『変革のなかの弁護士(上) その理念と実践』（編著:宮川光治 那須弘平 小山稔 久保利英明）（1992年11月25日、有斐閣）ISBN 9784641026957
- 『変革の中の弁護士(下) その理念と実践』（編著:宮川光治 那須弘平 小山稔 久保利英明）（1993年3月20日、有斐閣）ISBN 9784641026964
- 『株主代表訴訟と役員の責任』（共著者:中村直人）（1993年10月15日、商事法務研究会）ISBN 9784785706548
- 『新監査役監査の実際』（1994年2月25日、中央経済社）ISBN 9784502728648
  - 『新監査役監査の実際』（1996年3月1日、中央経済社）ISBN 9784502744747
  - 『新監査役監査の実際』（1998年10月15日、中央経済社）ISBN 9784502770241
- 『役員必読 代表訴訟は怖くない』（共著者:川島英明）（1996年9月20日、中央経済社）ISBN 9784502748547
- 『株式会社・有限会社の作り方1』（1997年7月25日、日本経済新聞出版社）ISBN 9784532422417
- 『株式会社・有限会社の作り方2』（1997年7月25日、日本経済新聞出版社）ISBN 9784532422424
- 『株式会社・有限会社の作り方3』（1997年7月25日、日本経済新聞出版社）ISBN 9784532422431
- 『法化社会へ日本が変わる 新しい弁護士の仕事はこれだ』（1997年8月8日、東洋経済新報社）ISBN 9784492270189
- 『違法の経営 遵法の経営』（1998年4月9日、東洋経済新報社）ISBN 9784492553060
- 『遵法経営 コーポレートガバナンス3』（共著者:田原睦夫 玉造敏夫 鳥飼重和 堀龍児）（1998年7月21日、金融財政事情研究会）ISBN 9784322160215
- 『日本型コーポレートガバナンス』（共著者:鈴木忠雄 高梨智弘 酒井雷太）（1998年8月22日、日刊工業新聞社 B&Tブックス）ISBN 9784526042256
- 『株主総会のすべて』（共著者:中西敏和）（1999年2月26日、商事法務研究会）ISBN 9784785708320
  - 『株主総会のすべて』（共著者:中西敏和）（2001年2月26日、商事法務研究会）ISBN 9784785709266
  - 『株主総会のすべて』（共著者:中西敏和）（2003年5月15日、商事法務）ISBN 9784785710729
- 『取締役の責任 代表訴訟時代のリスク管理』（共著者:中村直人 菊地伸）（1999年8月27日、商事法務研究会）ISBN 9784785708450
- 『21世紀の弁護士 法化社会と日本の法曹界』（2001年3月15日、早稲田経営出版）ISBN 9784847106804
- 『事業再構築 経営戦略の視点から』（共著者:中村直人 菊地伸 沢口実 角田大憲）（2001年6月1日、商事法務研究会）ISBN 9784785709495
- 『平成14年商法改正のすべて』（共著者:中村直人 菊地伸 松山遙）（2002年11月28日、商事法務）ISBN 9784785710194
- 『違法な経営はおやめなさい』（2003年2月25日、東洋経済新報社）ISBN 9784492554746
- 『社長の決断が会社を守る！』（2003年3月20日、日本経済新聞社）ISBN 9784532310448
- 『委員会等設置会社への移行戦略』（2003年5月15日、商事法務）ISBN 9784785710743
- 『「交渉上手」は生き上手』講談社、2010年、ISBN 9784062726504
- 『志は高く 目線は低く』財界研究所、2016年、ISBN 9784879321138
- 『破天荒弁護士クボリ伝』(共著）日経ＢＰ社、2017年、ISBN9784822255480